# KRAS
KRAS (англ. KRAS proto-oncogene, GTPase) – білок, який кодується однойменним геном, розташованим у людей на короткому плечі 12-ї хромосоми. Довжина поліпептидного ланцюга білка становить 189 амінокислот, а молекулярна маса — 21 656.
| 10         |  | 20         |  | 30         |  | 40         |  | 50         |
| ---------- |  | ---------- |  | ---------- |  | ---------- |  | ---------- |
| MTEYKLVVVG |  | AGGVGKSALT |  | IQLIQNHFVD |  | EYDPTIEDSY |  | RKQVVIDGET |
| CLLDILDTAG |  | QEEYSAMRDQ |  | YMRTGEGFLC |  | VFAINNTKSF |  | EDIHHYREQI |
| KRVKDSEDVP |  | MVLVGNKCDL |  | PSRTVDTKQA |  | QDLARSYGIP |  | FIETSAKTRQ |
| RVEDAFYTLV |  | REIRQYRLKK |  | ISKEEKTPGC |  | VKIKKCIIM  |  |            |

A: Аланін

C: Цистеїн

D: Аспарагінова кислота

E: Глутамінова кислота

F: Фенілаланін

G: Гліцин

H: Гістидин

I: Ізолейцин

K: Лізин

L: Лейцин

M: Метіонін

N: Аспарагін

P: Пролін

Q: Глутамін

R: Аргінін

S: Серин

T: Треонін

V: Валін

Задіяний у таких біологічних процесах, як ацетилювання, альтернативний сплайсинг. 
Білок має сайт для зв'язування з нуклеотидами, ГТФ. 
Локалізований у клітинній мембрані, цитоплазмі, мембрані.